# 海岱镇
海岱镇，是中华人民共和国云南省曲靖市宣威市下辖的一个镇。

## 行政区划
海岱镇下辖以下地区：
羊场村、顾湾村、乐所村、密德村、鼠场村、箐头村、月亮田村、文阁村、磨戛村、大栗树村、水坪村、代坪村、岩上村、鲁河村、腊谷村和德来村。